# Fins honkbalteam

De Finse vlag.

Het Fins honkbalteam is het nationale honkbalteam van Finland. Het team vertegenwoordigt Finland tijdens internationale wedstrijden.
Het Fins honkbalteam is sinds 1981 aangesloten bij de Europese Honkbalfederatie (CEB), de continentale bond voor Europa van de IBAF. Maar Finland heeft ook zijn eigen bond, de Suomen Baseball- ja Softball-Liitto.

## Statistieken
- Eerste interland
  -  Frankrijk 20 - 3  Finland (1982)
- Grootste winst
  -  Noorwegen 2 - 20  Finland (2007)
- Zwaarste verlies
  -  Nederland 45 - 0  Finland (1982)